# Hrabová Roztoka
Hrabová Roztoka es un municipio del distrito de Snina en la región de Prešov, Eslovaquia, con una población estimada a final del año 2024 de 52 habitantes.
Se encuentra ubicado al este de la región, en el valle del río Cirocha (cuenca hidrográfica del río Tisza) y cerca de la frontera con Ucrania.

## Demografía
| Año        | 1994 | 2004     | 2014    | 2024     |
| ---------- | ---- | -------- | ------- | -------- |
| Población  | 90   | 68       | 63      | 52       |
| Diferencia |      | −24,44 % | −7,35 % | −17,46 % |

| Año        | 2023 | 2024 |
| ---------- | ---- | ---- |
| Población  | 50   | 52   |
| Diferencia |      | +4 % |